# Oncophorus virens
Oncophorus virens là một loài Rêu trong họ Dicranaceae. Loài này được (Hedw.) Brid. mô tả khoa học đầu tiên năm 1826.

## Hình ảnh

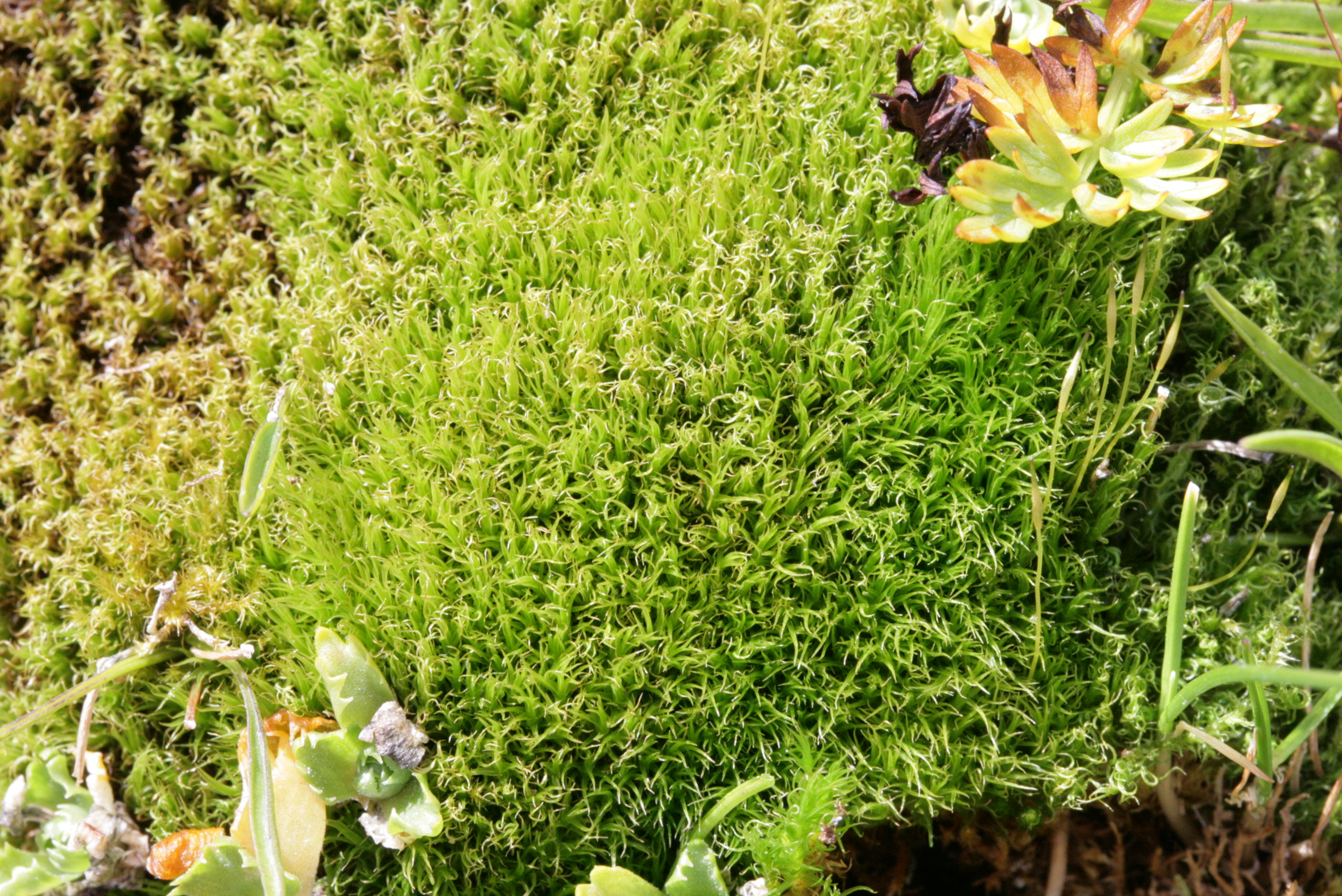
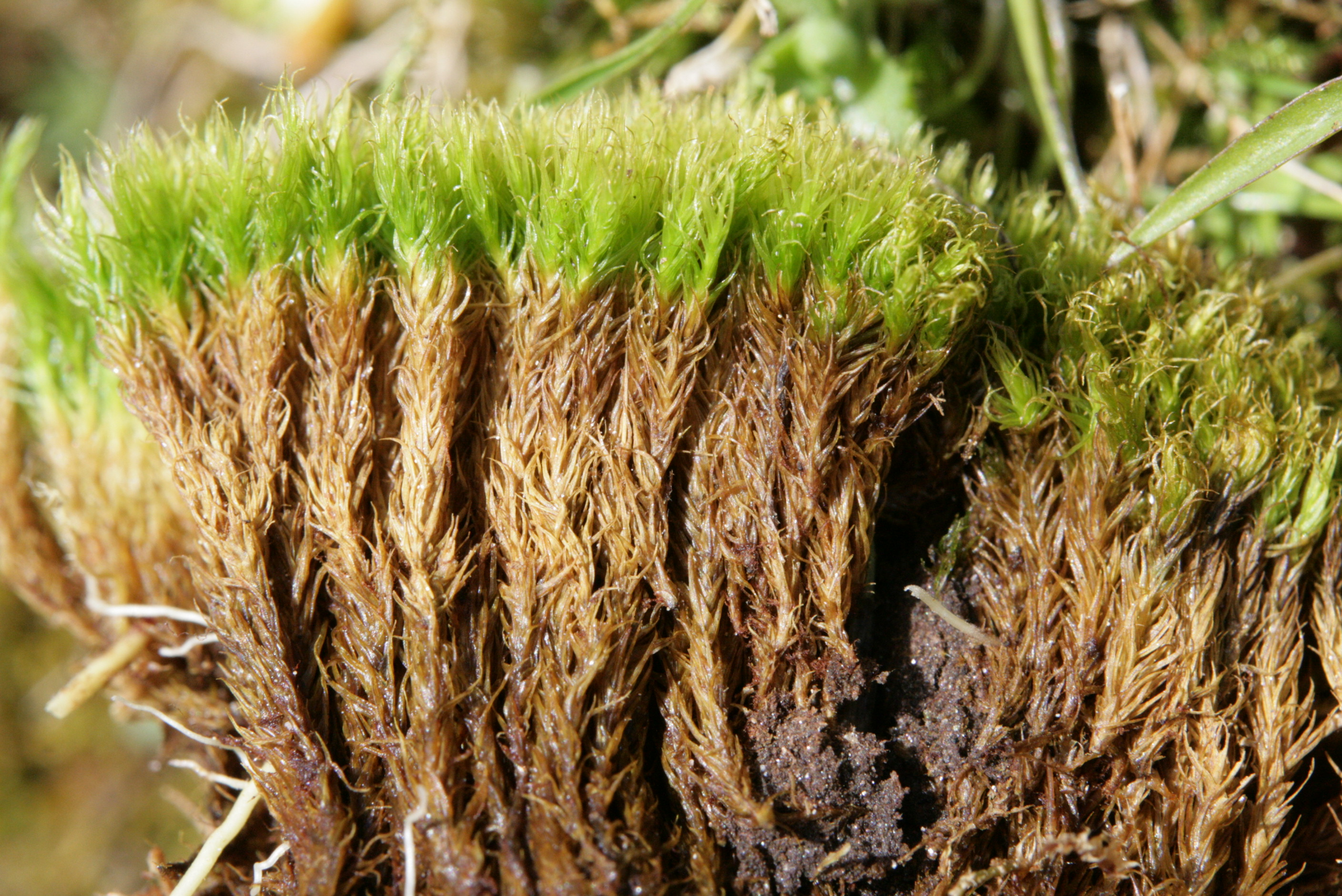
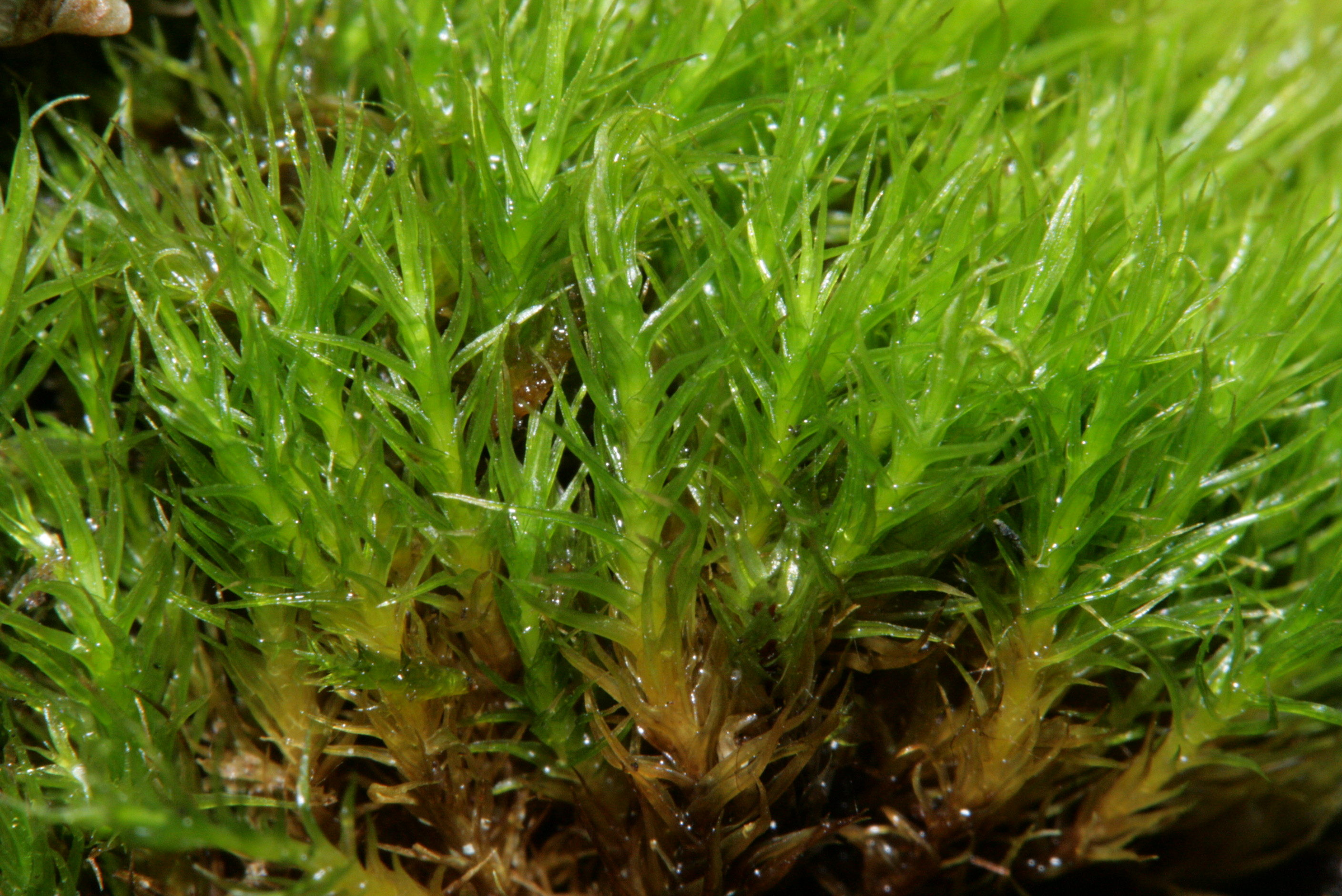
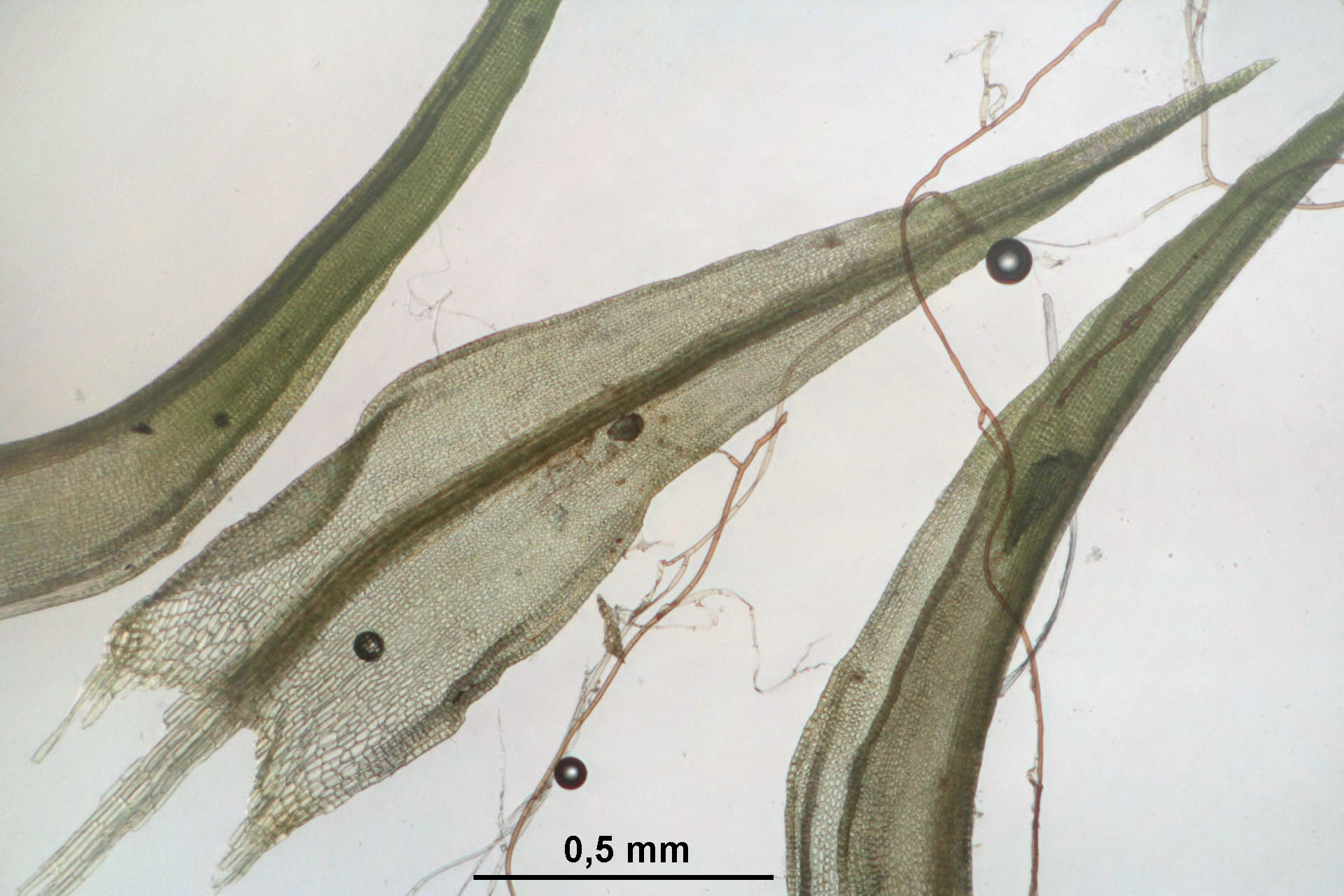